# Espen Barth Eide

Espen Barth Eide, 2024

Espen Barth Eide (* 1. Mai 1964 in Oslo) ist ein norwegischer Politikwissenschaftler und Politiker der Arbeiderpartiet (Ap). Von November 2011 bis September 2012 war er der Verteidigungsminister, anschließend bis Oktober 2013 der Außenminister seines Landes. Von Oktober 2021 bis Oktober 2023 war er Klima- und Umweltminister, seit Oktober 2023 ist er erneut Außenminister.

## Leben
Espen Barth Eide schloss 1993 sein Studium der Politikwissenschaft an der Universität Oslo ab. Er studierte zudem an der Autonomen Universität Barcelona. Im Jahr 1992 diente er als Generalsekretär der pro-europäischen Europabevegelsen. Ab 1994 arbeitete er als Forscher am norwegischen Institut für Außenpolitik (Norsk Utenrikspolitisk Institutt). Von 2000 bis 2001 war er in der Regierung Jens Stoltenberg I Staatssekretär im Außenministerium unter Minister Torbjørn Jagland. Er kehrte anschließend ans Institut zurück, wo er von 2002 bis 2005 den Bereich für internationale Politik leitete.
Am 17. Oktober 2005 wurde er zum Staatssekretär im Verteidigungsministerium ernannt und er diente somit der Regierung Jens Stoltenberg II. Zum 28. Juni wechselte er als Staatssekretär in das Außenministerium. Bei einer Regierungsumbildung am 11. November 2011 übernahm er den Posten als Verteidigungsminister von Grete Faremo, die neue Justizministerin wurde. Am 21. September 2012 kam es zu einer weiteren Kabinettsumbildung und Eide übernahm schließlich das Amt des Außenministers. Er übte das Amt bis zum Abtritt der Regierung am 16. Oktober 2013 aus.
Anschließend wurde er Direktor des Weltwirtschaftsforums in Genf, was er bis 2017 blieb. In der Zeit zwischen 2014 und 2017 diente er zudem als Sonderbeauftragter des UN-Generalsekretärs im Zypernkonflikt. Bei der Parlamentswahl 2017 zog er erstmals in das norwegische Parlament Storting ein. Dort vertritt er den Wahlkreis Oslo und ist als erster stellvertretender Vorsitzender im Energie- und Umweltausschuss tätig.
Am 14. Oktober 2021 wurde er in der neu gebildeten Regierung Støre zum Klima- und Umweltminister ernannt. Im Oktober 2023 wurde er im Rahmen einer größeren Regierungsumbildung als Nachfolger seiner Parteikollegin Anniken Huitfeldt zum neuen Außenminister ernannt. Im August 2024 gab er bekannt, dass er bei der Stortingswahl 2025 nicht mehr erneut kandidieren wolle. Am Rande der UNO-Generalversammlung im September 2024 beteiligte er sich an einer neuen Initiative von Josep Borrell für eine Zweistaatenlösung in israelisch-palästinensischen Konflikt.